# Biblioteca Nacional del Reino de Marruecos
La Biblioteca Nacional del Reino de Marruecos (en árabe: المكتبة الوطنية للمملكة المغربية‎; en bereber, ⵜⴰⵙⴷⵍⵉⵙⵜ ⵜⴰⵏⴰⵎⵓⵔⵜ ⵏ ⵜⴳⵍⴷⵉⵜ ⵜⴰⵎⵔⵔⵓⴽⵉⵜ y en francés: Bibliothèque nationale du Royaume du Maroc) es la biblioteca nacional y depósito legal del Reino de Marruecos. La sede de la biblioteca nacional está ubicada en la ciudad capital de Rabat y tiene una sucursal en la ciudad de Tetuán al norte.
La biblioteca nacional fue fundada en 1924 con el nombre de «Biblioteca General y Archivos». En 2003 la biblioteca fue rebautizada con el nombre de «Biblioteca Nacional del Reino de Marruecos». La colección de la biblioteca incluye textos en varios idiomas, en particular en árabe, francés y español.

## Historia
La biblioteca fue fundada en 1924. Después de un dahir en 1926, la biblioteca se convirtió en un bien público. Muhammad Abu Khubza, residente de la ciudad de Tetuán, publicó en 1984 el catálogo de biblioteca para la sucursal de la biblioteca nacional en Tetuán.
La sede de la biblioteca nacional en Rabat fue inaugurada en 2008 por el rey Mohamed VI de Marruecos.

## Colección
La Biblioteca Nacional tiene una colección de más de 340.000 libros, 34.000 manuscritos, 14.000 títulos de periódicos y revistas, 4.000 mapas y planos, 8.000 fotografías, 400 cliché-verre y 1.200 fotograbados.